# Rampage (филм из 2018)
Rampage (срп. Разјареност) је амерички научнофантастични авантуристички филм из 2018. године редитеља Бреда Пејтона. Сценарио потписују Рајан Енгл, Карлтон Кјуз, Рајан Кондал и Адам Жтикил на основу истоимене видео игре из 1986. године издавача Midway Gamesа док су продуценти филма Бред Пејтон, Биу Флајн, Џон Рикард и Хајрам Гарсија. Музику је компоновао Ендру Локингтон.
Глумачку екипу чине Двејн Џонсон, Наоми Харис, Малин Екерман, Џејк Лејси, Џо Манџанело и Џефри Дин Морган. Светска премијера филма је била одржана 13. априла 2018. у Сједињеним Америчким Државама.
Буџет филма је износио 120 000 000 долара, а зарада 432 900 000 долара.

## Радња
Дејвис Окоје (Двејн Џонсон) дели неизбрисиву везу са Џорџом, изванредно интелигентном горилом која је била у његовој заштити од кад се родио. Ипак, генетски експеримент који је кренуо по злу претворио је овог нежног мајмуна у бесно чудовиште.
Та новонастала чудовишта почела су да уништавају целу Северну Америку и све што им се нашло на путу. Окоје се тада удружује с генетским инжињером како би осмислио и осигурао противотров. Борба не почиње само за заустављање глобалне катастрофе, већ и за спашавање створења који је некада био његов пријатељ.

## Улоге
| Глумац           | Улога           |
| ---------------- | --------------- |
| Двејн Џонсон     | Дејвис Окоје    |
| Наоми Харис      | др Кејт Калдвел |
| Малин Екерман    | Клер Вајден     |
| Џејк Лејси       | Брет Вајден     |
| Џо Манџанело     | Бурк            |
| Џефри Дин Морган | Харви Расел     |